# Перше президентство Дональда Трампа

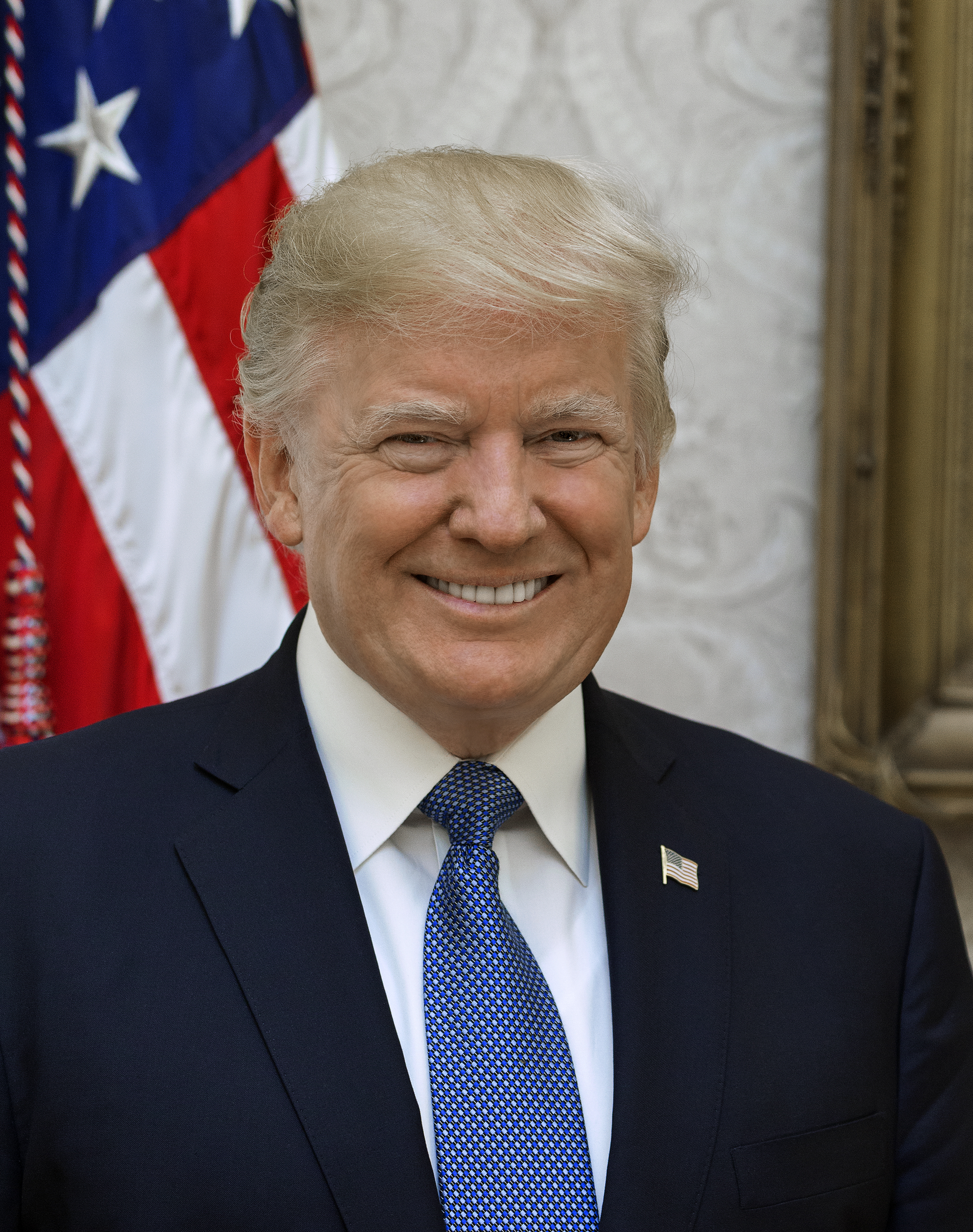
45 президент США, Дональд Джон Трамп. (2017—2021).

Президе́нтство До́нальда Джона Тра́мпа почалося опівдні EST 20 січня 2017 року, коли Дональд Джон Трамп  був приведений до присяги як 45-й президент Сполучених Штатів, змінивши Барака Хусейна Обаму Республіканець, бізнесмен з Нью-Йорка під час президентських виборів 2016 року він переміг кандидатку від демократів Гілларі Родем Діану Клінтон. Трамп втратив народне голосування майже на три мільйони голосів, але виграв Колегію виборців голосуванням, 304 до 227, у президентському змаганні, яке проводили американські спецслужби, було націлене на російську кампанію втручання. Трамп зробив багато помилкових чи оманливих заяв під час своєї кампанії та президентства. Заяви були задокументовані перевіряючими фактами, політологи та історики широко характеризують явище як безпрецедентне в сучасній американській політиці. Рейтинг схвалення Трампа був стабільним і коливається на рівні від 30 до середини 40 відсотків протягом усього його президентства.
Трамп скасував захист навколишнього середовища, спрямований на боротьбу з антропогенними змінами клімату. Він закінчив План «Чиста енергетика», відмовившись від Паризької угоди про пом'якшення кліматичних змін та закликав отримати субсидії для збільшення видобутку викопного палива, називаючи техногенну зміну клімату передумовою. Трамп не зміг своїми зусиллями скасувати Закон про доступну допомогу, але підписав законодавство про усунення індивідуального мандату. Він ухвалив часткове скасування Закону Додда-Френка, який раніше накладав більш жорсткі обмеження на банки після фінансової кризи 2008 року і вийшов з ТрансТихоокеанського партнерства. Трамп підписав Закон про зниження податків на прибуток та роботу 2017 року, який постійно знижував податки на прибуток підприємств та нерухомість, і тимчасово знижував більшість індивідуальних ставок податку на прибуток. Він запровадив тарифи на імпорт сталі та алюмінію та інших товарів, спричинивши відплату з Канади, Мексики та Європейського Союзу та торгову війну з Китаєм.
Зовнішня політика Трампа «Америка насамперед» демонструвала більш односторонні американські дії, нехтуючи порадами та підтримкою багатьох традиційних союзників, одночасно наближаючи США до інших, таких як Саудівська Аравія та Ізраїль. Адміністрація Трампа погодилася продати зброю за 110 мільярдів доларів Саудівській Аравії, визнала Єрусалим столицею Ізраїлю, вилучила США з Іранської угоди і видала суперечливе розпорядження про відмову в в'їзді в США громадянам з кількох мусульманських держав, країни більшості. Його адміністрація вивела американські війська з півночі Сирії, дозволивши Туреччині атакувати американських курдів. Адміністрація Трампа в односторонньому порядку вирішила провести переговори з Північною Кореєю. Попит Трампа на федеральне фінансування прикордонної стіни між США та Мексикою призвів до шатдауну уряду в 2018—2019 роках (найдовшого в історії Америки) і після цього оголошення Трампом національної надзвичайної ситуації щодо південного кордону США. Він завершив програму «Відкладені дії для дітей, що надходять» (DACA). Адміністрація Трампа застосовувала політику «нульової толерантності» щодо затримання сімей, які в'їжджають до США на кордон між США і Мексикою, і суперечливо відокремлює батьків від своїх дітей, в результаті чого виникає національний та міжнародний протест.
Після того, як Трамп звільнив директора ФБР Джеймса Комі в травні 2017 року, колишній директор ФБР, Роберт Мюллер, був призначений спеціальним прокурором, щоб взяти на себе попереднє розслідування ФБР про російське втручання в вибори у 2016 році і пов'язаних з ними питаннями, в тому числі координації або зв'язків між кампанією Трампа і російським урядом. Шість радників та співробітників кампанії Трампа були обвинувачені та п'ятеро визнали винними у кримінальних звинуваченнях. Трамп неодноразово заперечував змову чи перешкоджання справедливості, і часто критикував розслідування, називаючи це політично вмотивованим «полюванням на відьом». Мюллер завершив своє розслідування в березні 2019 року, з доповіддю про зонд, який показує, що Росія втручалася в підтримку кандидатури Трампа і перешкоджає роботі Клінтон. У доповіді зроблено висновок, що переважаючі докази «не встановили, що члени кампанії Трампа змовлялися або координувались з російським урядом», але задокументували десять дій президентства Трампа, які можна розтлумачити як перешкоду правосуддя. Команда Мюллера не могла звинуватити Трампа, як тільки слідчі вирішили дотримуватися думки Управління юрисконсультів (OLC) про те, що діючий президент не може винести судового розгляду, і не звільнив Трампа з цього питання. Барр та заступник генерального прокурора Род Розенштейн вирішили, що доказів недостатньо для демонстрації злочину.
У вересні 2019 року Палата представників США ініціювала офіційне розслідування імпічменту проти Трампа щодо зловживання службовим становищем заради політичної вигоди. Трамп у липні 2019 року попросив Україну розслідувати суперницького кандидата у президенти 2020 року та колишнього віце-президента Джо Байдена, в той час як донорник стверджував, що це частина ширшої кампанії тиску на Україну, і що Білий дім намагався приховати прохання Трампа.
13 січня 2021 року, Палата представників Конгресу США оголосила імпічмент президенту США Дональду Трампу через його роль у підбурюванні натовпу своїх прихильників до штурму Капітолія. У єдиній статті імпічменту Трампа звинувачують у заклику до заколоту. За оголошення імпічменту проголосували 222 демократів і 10 членів Республіканської партії, проти виступили — 197 республіканців. Таким чином, Дональд Трамп став першим американським президентом, якому імпічмент був оголошений двічі.

## Президентські вибори 2016 року

Карта результатів президентських виборів 2016 року.

9 листопада 2016 року республіканець Дональд Трамп з Нью-Йорка та губернатор Майк Пенс з Індіани перемогли на виборах 2016 року, перемігши демократів, колишнього держсекретаря Гілларі Клінтон та сенатора Тіма Кейна з Вірджинії. Трамп виграв 304 голоси на виборах порівняно з 227 Клінтон, хоча Клінтон виграла множину народних голосів, отримавши майже на 2,9 мільйона голосів більше, ніж Трамп. Таким чином, Трамп став п'ятим президентом, який переміг, втрачаючи при цьому всенародне голосування. Під час паралельних виборів у Конгрес республіканці підтримували більшість як в Палаті Представників, так і в Сенаті.
Трамп висловив помилкові твердження, що величезні кількості шахрайства виборців — до п'яти мільйонів незаконних голосів — на користь Клінтон відбулися під час виборів, і він закликав провести масштабне розслідування після вступу на посаду. Численні дослідження не виявили доказів широкомасштабного шахрайства з виборцями.

## Період переходу, інавгурація та перші 100 днів
Перед виборами Трамп назвав Кріса Крісті лідером своєї перехідної команди. Після виборів обраний віце-президент Майк Пенс замінив Крісті головою перехідної команди, в той час як Крісті став віце-головою разом з сенатором Джеффом Сессіоном з Алабами, генерал-лейтенантом армії у відставці Майклом Т. Флінном, колишнім мером Нью-Йорка Руді Джуліані, колишній кандидат у президенти Беном Карсоном та колишній спікер палати парламенту Ньютом Гінгрічом.

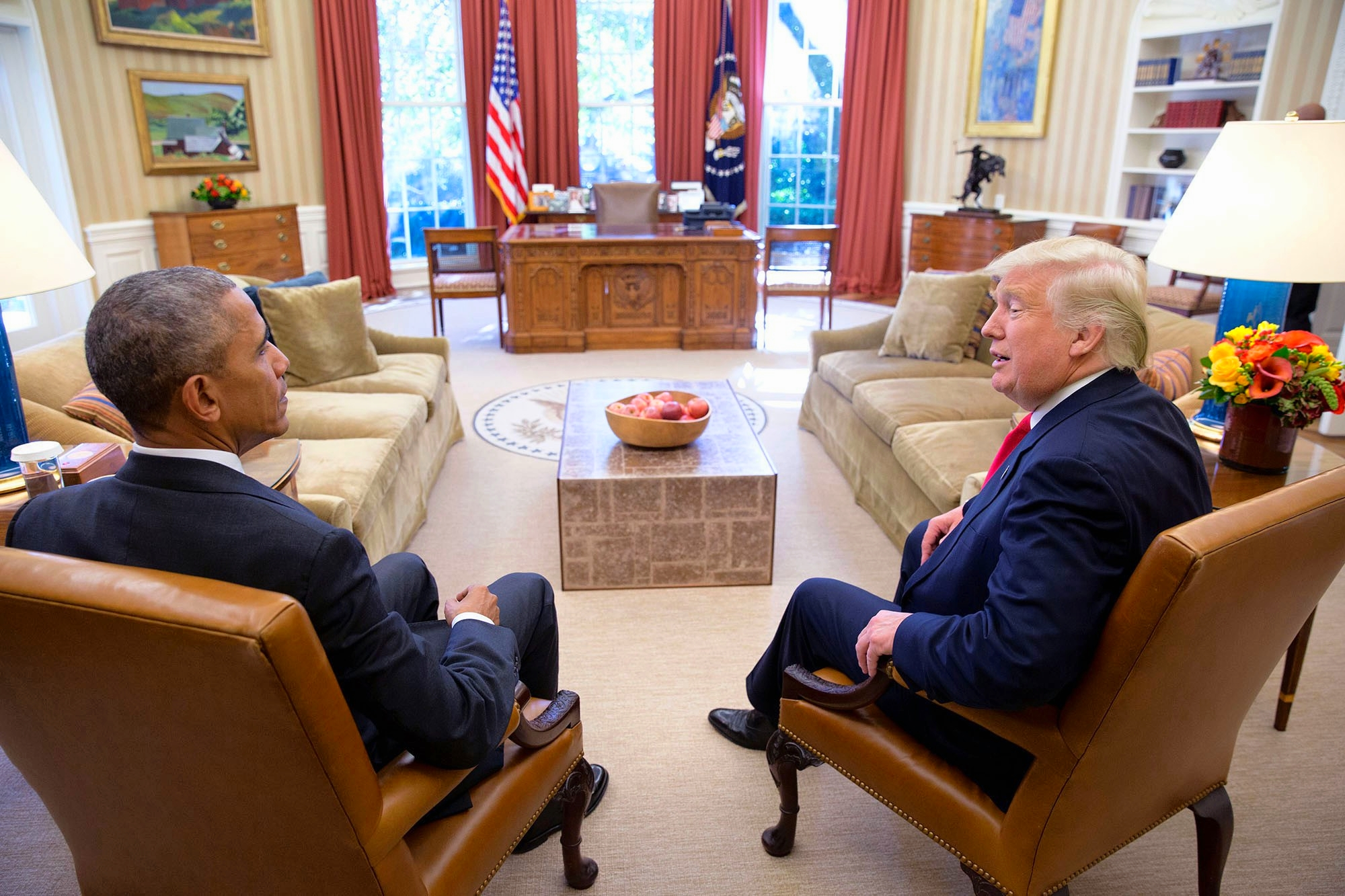
Президент Барак Обама та новообраний президент Дональд Трамп в Овальному кабінеті 10 листопада 2016 року.

Трамп був приведений до присяги 20 січня 2017 року. У супроводі його дружини Меланії Трамп. Його присягу прийняв головний суддя Джон Робертс. У своєму сімнадцятихвилинному вступному зверненні Трамп висловив широке засудження сучасної Америки, пообіцявши припинити «американську розправу» і заявив, що «багатство, сила і впевненість у Америці розвіялися». Він повторив гасло «America First», яке він використав у кампанії, і пообіцяв, що «рішення щодо торгівлі, податків, імміграції, зовнішніх справ буде прийнято на користь американським працівникам і Американських фабрик». У віці сімдесяти років Трамп перевершив Рональда Рейгана і став найстарішою людиною, яка взяла на себе посаду президента, і першим без будь-якого попереднього урядового чи військового досвіду. Найбільший одноденний протест в історії США був проти президентства Трампа на наступний день після його інавгурації.
Одним з головних досягнень Трампа за перший рік, здійсненим у рамках «100-денної застави», стало підтвердження Ніла Горсача як юриста Верховного Суду США. Структурно президент Трамп мав перевагу більшістю республіканської партії в Палаті представників США та Сенаті, але не зміг виконати свої основні обіцянки протягом перших 100 днів і мав рейтинг схвалення від 40 до 42 відсотків, «найнижчий для будь-якого першочергового президента в цей момент його перебування на посаді» Хоча він намагався досягти прогресу в одній із своїх ключових економічних політик — демонтажі закону про реформу Додда-Френка на Уолл-стріт та захист прав споживачів — його невдале скасування Закону про захист пацієнтів та доступне обслуговування (ACA) протягом перших 100 днів було основною невдачою. Жоден із законопроєктів, ухвалених Трампом, не вважається «великими законопроєктами» — заснованими на «давньому політологічному стандарті великих законопроєктів». Трамп підписав 24 виконавчі розпорядження за перші 100 днів, що є самим виконавчим розпорядженням будь-якого президента з часів Другої світової війни.

## Персонал
Адміністрація Трампа характеризується рекордною оборотністю, особливо серед співробітників Білого дому. До кінця свого першого року перебування на посаді 34 відсотки первинного персоналу Трампа подали у відставку, звільнені з посади чи переназначили. На початок березня 2018 року 43 відсотки вищих посад у Білому домі перекинулися. До жовтня 2019 року один із 14 політичних призначень Трампа були колишніми лобістами; менше, ніж за три роки свого президентства, Трамп призначив у чотири рази більше лобістів, ніж Обама протягом своїх перших шести років перебування на посаді.
5 вересня 2018 року The New York Times опублікувала статтю під назвою «Я є частиною опору всередині адміністрації Трампа» написану анонімним вищим посадовцем в адміністрації Трампа. Автор стверджував, що «багато вищих посадових осіб у його власній адміністрації старанно працюють зсередини, щоб зірвати частини його порядку денного та його найгірші нахили».

## Судові призначення
У перший місяць перебування на посаді Трамп висунув федерального апеляційного суддю Ніла Горсуча до Верховного суду, щоб заповнити вакантну посаду, яка виникла після смерті Антоніна Скалія в лютому 2016 року і яка не була заповнена при тодішньому президенті Обамі через республіканські перешкоди. Горсуча було підтверджено сенатом у голосуванні 54–45. До цієї кандидатури підтримка трьох п'ятих сенату була фактично необхідною для підтвердження кандидатур Верховного Суду через Сенат. Однак республіканська більшість сенатів змінила правила щодо філібустера через так званий «ядерний варіант», «а для підтвердження суддів Верховного Суду зараз потрібно лише голосування простої більшості».
У червні 2018 року асоційований суддя Ентоні Кеннеді, яке вважався ключовим розмахом голосування у Верховному суді, оголосив про відставку. Трамп призначив Бретта Кавано, суддю Апеляційного суду окружного округу Колумбія, щоб заповнити вакансію. Під час процесу підтвердження Кавано був звинувачений у сексуальних розправах з доктором Крістін Блейзі Форд, поки вони обоє були в середній школі. Сенат проголосував 50–48 за підтвердження кандидатури Кавано у Верховний суд.
До листопада 2018 року Трамп призначив 29 суддів до апеляційних судів Сполучених Штатів, що більше, ніж будь-який сучасний президент за перші два роки президентського терміну. Порівняно з президентом Обамою, Трамп висунув меншу кількість небілих та жінок-суддів. Судові кандидатури Трампа, як правило, були молодими та віддавали перевагу консервативному федералістичному товариству.

## Вибори під час президентства Трампа

### Проміжні вибори 2018 року
На проміжних виборах 2018 року демократи перемогли під контролем Палати представників, а республіканці розширили більшість у Сенаті.